# 君塚正臣
君塚 正臣（きみづか まさおみ、1965年 - ）は、日本の法学者（公法学）。博士（法学）（大阪大学）。横浜国立大学教授。

## 人物
現在の研究課題は下記のとおりである。
- 性差別と司法審査基準 : 性差別、中間審査、司法審査
- 表現の自由と司法審査 : 表現の自由、厳格審査、司法審査
- 憲法の第三者効力論 : ステイト・アクション、公序良俗、基本的人権
- 家族と憲法 - 個人の尊厳と両性の本質的平等、民法、両性の合意

学術関係では下記の受賞がある。
- 2008年12月 - 『憲法の私人間効力論』(悠々社、2008年)が、産経新聞「2008今年、私の3冊<学術>」2位(選者：宮崎哲弥)に選ばれる
- 2003年11月 - （紀田順一郎・井上如・勝又浩・末吉哲郎編）『現代日本執筆者大事典 第4期』(日外アソシエーツ、第二巻269頁)に掲載(憲法学者として最年少)

## 経歴
経歴は以下の通り。

### 学歴
- 1988年03月 大阪大学法学部法学科卒業
- 1990年03月 大阪大学大学院法学研究科修士課程修了
- 1996年11月 - 大阪大学大学院法学研究科公法学専攻博士後期課程修了
  - 博士（法学）（大阪大学）（学位論文「性・平等・憲法学・司法審査」[2]

### 職歴（本務歴）
- 1994年04月 東海大学文明研究所専任講師(～1997年3月)
- 1997年04月 東海大学文明研究所助教授(～1999年3月)
- 1999年04月 関西大学法学部法律学科助教授(～2002年9月)
- 2002年10月 - 横浜国立大学経済学部経済法学科助教授(～2004年3月)
- 2004年04月 横浜国立大学大学院国際社会科学研究科法曹実務専攻助教授(～2005年3月)
- 2005年04月 横浜国立大学大学院国際社会科学研究科法曹実務専攻教授(～2013年3月)
- 2013年04月 横浜国立大学大学院国際社会科学研究院(法曹実務専攻)教授

### 職歴（非常勤歴）
- 1990年10月 御影保育専門学院非常勤講師(～1994年3月)
- 1993年04月 龍谷大学法学部非常勤講師(～1994年3月)
- 1997年04月 学習院大学法学部非常勤講師(～1998年3月)
- 2001年04月 姫路獨協大学法学部非常勤講師(～2001年9月)
- 2002年10月 - 関西大学法学部非常勤講師(～2003年3月)
- 2006年04月 学習院大学法学部非常勤講師(～2009年3月)
- 2012年04月 筑波大学大学院人文社会科学研究科非常勤講師(～2013年3月)
- 2012年04月 立教大学大学院法務研究科非常勤講師(～2014年3月)

## 主著

### 単著
- 『性差別司法審査基準論』(信山社、1996年)
- 『憲法の私人間効力論』(悠々社、2008年)

### 編著
- 『ベーシックテキスト憲法』(法律文化社、初版2007年、第2版2011年)
- 『高校から大学への憲法』(法律文化社、2009年)
- 『高校から大学への法学』(法律文化社、2009年)
- 『法学部生のための選択科目ガイドブック』(ミネルヴァ書房、2011年)
- 『比較憲法』(ミネルヴァ書房、2012年)

### 共編
- （藤井樹也・毛利透）『Virtual憲法』(悠々社、2005年)
- （犬伏由子・井上匡子）『レクチャー ジェンダー法』(法律文化社、2012年)
- （原田一明）『ロースクール憲法総合演習』(法律文化社、2012年)

他多数。